# Valgperiode
En valgperiode betegner den periode, for hvilken valg af medlemmer til et givent politisk hverv gælder.
Mens valgperioderne til skolebestyrelser, menighedsråd, kommunalbestyrelser og regionsråd ligger fast på 4 år, er den i Europa-Parlamentet 5 år. Folketinget har som udgangspunkt en valgperiode på 4 år, men denne kan afkortes, såfremt statsministeren (formelt i grundloven kongen) udskriver nyvalg inden de 4 år er gået.
I USA er det således, at medlemmerne af Repræsentanternes Hus vælges for 2 år, mens præsident og vicepræsident vælges for 4 år og senatorerne vælges for 6 år ad gangen. I Tyskland er valgperioden til Forbundsdagen fire år, dog sådan, at et valg kan afholdes inden for en periode på mellem 46 og 48 måneder efter seneste valg.